# 尼科尔斯 (澳大利亚首都特区)
尼科尔斯（英语：Nicholls），是澳大利亚堪培拉甘加林城区西部的一个郊区。在北部和恩古纳瓦尔和凯西分别隔Gungahlin Drive和Clarrie Hermes Drive接壤，在南部则与帕默斯顿和克雷斯隔Gundaroo Drive接壤，东侧则是甘加林城区。距甘加林镇中心和堪培拉市中心分别为约2公里和13公里。该区以道格拉斯·尼科尔斯爵士的名字命名，他出生于新南威尔士州的Cummeragunja原住民传教所。尼科尔斯是一名足球运动员、牧师、活动家，并于1976年至1977年担任南澳大利亚州州长。
与堪培拉街道命名的理念一致，尼科尔斯的街道以运动员的名字命名。该郊区包含一大片浅水体，称为甘加林池塘，一侧有湖泊高尔夫球场和最多数量的住宅街道，还有一小群住宅街道，即“池边长廊”，命名为after birds，在另一边。两边无道路连接。

## 历史
尼科尔斯拥有金宁德拉村的遗迹，该村是堪培拉地区最早的定居点之一。该定居点包括前圣弗朗西斯金宁德拉学校和建于1883年的历史悠久的金宁德拉校舍。该村庄位于昆比恩-亚斯路（现为巴顿高速公路）和金溪路的交叉口，直到建国前尼科尔斯郊区通向Gold Creek Homestead。
1979年，微型英国村庄Cockington Green在金宁德拉村开业。这家私营企业是未来几年在那里建立的众多旅游企业中的第一家，在 1990年代初，澳大利亚首都地区政府批准了将辖区重新命名为金溪村的申请。尼科尔斯的Sue Geh Circuit以前澳大利亚篮球运动员苏格的名字命名。

## 设施

### 教堂
生命无限教堂位于Gungahlin Drive1021号，圣约翰保罗二世学院内。

### 学校
三所学校位于Kelleway Avenue上。Gold Creek小学位于Kelleway Avenue30号。Gold Creek高中位于Kelleway Avenue130号。圣灵天主教小学位于Kelleway Avenue26号。Holy Spirit和Gold Creek小学的共用校园位于Kelleway Avenue30号。圣约翰保罗二世学院位于Gungahlin Drive1021号。

## 人口
根据2016年人口普查，尼科尔斯的最大宗教信仰是天主教27.4%，无宗教信仰27.2%，英国圣公会13.8%，未说明8.6% 和佛教3.1%。尼科尔斯最常见的籍贯是澳大利亚67.8%、英国4.0%、中国3.0%、印度1.7%、新西兰1.3% 和越南1.3%。

## 地质
哈考特山由霍金斯火山岩组成，主要是奶油色流纹岩。但在南部和西部有两块绿灰色英安岩和石英安山岩。断层形成霍金斯火山的东南边界。尼科尔斯中心的大部分地区都有斑岩突出，这是绿灰色英安岩侵入岩，带有白色长石斑晶。郊区的东侧有堪培拉组板岩、页岩和泥岩，然后是State Circle页岩，然后是构成珀西瓦尔山的云母黑山砂岩。珀西瓦尔山的山脊形成了背斜，西坡上有一个翻转的向斜。在尼科尔斯的东北侧，V形角的凝灰岩露头来自恩古纳瓦尔，也是弯形灰岩露头的底部。